# La Becèira
La Besseyre-Saint-Mary és un municipi francès situat al departament de l'Alt Loira i a la regió d'Alvèrnia-Roine-Alps. L'any 2007 tenia 138 habitants.

## Demografia

### Població
El 2007 la població de fet de La Besseyre-Saint-Mary era de 138 persones. Hi havia 56 famílies de les quals 24 eren unipersonals (8 homes vivint sols i 16 dones vivint soles), 4 parelles sense fills, 16 parelles amb fills i 12 famílies monoparentals amb fills.
La població ha evolucionat segons el següent gràfic:
Habitants censats

### Habitatges
El 2007 hi havia 116 habitatges, 62 eren l'habitatge principal de la família, 40 eren segones residències i 14 estaven desocupats. 114 eren cases i 2 eren apartaments. Dels 62 habitatges principals, 57 estaven ocupats pels seus propietaris i 5 estaven llogats i ocupats pels llogaters; 8 tenien dues cambres, 8 en tenien tres, 15 en tenien quatre i 31 en tenien cinc o més. 54 habitatges disposaven pel capbaix d'una plaça de pàrquing. A 20 habitatges hi havia un automòbil i a 25 n'hi havia dos o més.

### Piràmide de població
La piràmide de població per edats i sexe el 2009 era:
| Homes | Edats   | Dones |
| ----- | ------- | ----- |
| 0     | 95 o +  | 0     |
| 0     | 90 a 94 | 0     |
| 0     | 85 a 89 | 0     |
| 4     | 80 a 84 | 4     |
| 0     | 75 a 79 | 8     |
| 4     | 70 a 74 | 4     |
| 20    | 65 a 69 | 8     |
| 8     | 60 a 64 | 8     |
| 4     | 55 a 59 | 0     |
| 0     | 50 a 54 | 4     |
| 8     | 45 a 49 | 8     |
| 0     | 40 a 44 | 0     |
| 4     | 35 a 39 | 0     |
| 0     | 30 a 34 | 4     |
| 4     | 25 a 29 | 0     |
| 4     | 20 a 24 | 0     |
| 4     | 15 a 19 | 4     |
| 4     | 10 a 14 | 0     |
| 0     | 5 a 9   | 8     |
| 0     | 0 a 4   | 0     |

## Economia
El 2007 la població en edat de treballar era de 63 persones, 40 eren actives i 23 eren inactives. De les 40 persones actives 33 estaven ocupades (23 homes i 10 dones) i 7 estaven aturades (3 homes i 4 dones). De les 23 persones inactives 10 estaven jubilades, 5 estaven estudiant i 8 estaven classificades com a «altres inactius».

### Ingressos
El 2009 a La Besseyre-Saint-Mary hi havia 60 unitats fiscals que integraven 130 persones, la mediana anual d'ingressos fiscals per persona era de 9.681 €.

### Activitats econòmiques
Dels 5 establiments que hi havia el 2007, 2 eren d'empreses extractives, 1 d'una empresa de fabricació d'altres productes industrials, 1 d'una empresa d'hostatgeria i restauració i 1 d'una empresa de serveis.
L'any 2000 a La Besseyre-Saint-Mary hi havia 20 explotacions agrícoles que ocupaven un total de 868 hectàrees.

## Poblacions més properes
El següent diagrama mostra les poblacions més properes.